# Copiopteryx virgo
Copiopteryx virgo é um inseto da ordem Lepidoptera; uma mariposa, ou traça, noturna e neotropical da família Saturniidae e subfamília Arsenurinae, classificada por José Francisco Zikán nas páginas da Revista de la Sociedad Entomológica Argentina, número 11, publicada em 15 de dezembro de 1929 e acrescida de uma fotografia. Possui uma suave coloração e áreas claras, nas asas anteriores e posteriores, circundadas de castanho. O final de cada asa posterior se prolonga em uma cauda cuja função é distrair os seus predadores.
Essa espécie de Copiopteryx está distribuída pelo centro-oeste do Brasil, endêmica dos estados de Mato Grosso e Mato Grosso do Sul até Paraguai e Argentina, onde seu holótipo fora encontrado (na província de Santa Fé).